# Ardengost
Ardengost é uma comuna francesa na região administrativa de Occitânia, no departamento dos Altos Pirenéus. Estende-se por uma área de 5,82 km², Em 2010 a comuna tinha 13 habitantes (densidade: 2,2 hab./km²)..